# ورزشگاه چرنیهویو
ورزشگاه چرنیهویو (به لاتین: Chernihiv Stadium) یک ورزشگاه در اوکراین است که در چرنیهیف واقع شده‌است.